# Arquitas de Tarento
Arquitas de Tarento (em grego clássico: Ἀρχύτας ο Ταραντίνος; 428 a.C. — 347 a.C.) foi um filósofo, cientista, estratega, estadista, matemático e astrônomo grego, considerado o mais ilustre dos matemáticos pitagóricos. Acredita-se ter sido discípulo de Filolau de Crotona e amigo de Platão. Fundou a mecânica matemática e influenciou Euclides. Foi o primeiro a usar o cubo em geometria e a restringir as matemáticas às disciplinas técnicas como a geometria, aritmética, astronomia e acústica. Embora inúmeras obras sobre mecânica e geometria lhe sejam atribuídas, restaram apenas fragmentos cuja preocupação central é a Matemática e a Música.

## Vida e obra
Arquitas nasceu em Tarento, Magna Grécia (atual sul da Itália) e foi o filho de Mnesagoras ou Histieu. Por um tempo foi ensinado por Filolau, e foi professor de matemática de Eudoxo de Cnido. Menaecmo foi estudante de Arquitas e Eudoxo.
Acredita-se que Arquitas seja o fundador da mecânica matemática. Como apenas foi descrito na obra de Aulus Gellius cinco séculos depois, ele tem a fama de ter projetado e construído o primeiro mecanismo voador artificial de autopropulsão,  um modelo em forma de pássaro propulsionado provavelmente por um jato de vapor, que dizem ter realmente voado cerca de 200 metros. Esta máquina, que seu inventor chamou "O pombo", pode ter sido suspensa por um fio ou pivô para o seu voo.
Arquitas também escreveu algumas obras perdidas, já que foi incluído por Vitrúvio na lista dos doze autores de obras de mecânica. Thomas Winter sugeriu que os pseudoaristotélicos "problemas mecânicos" são um importante trabalho mecânico de Arquitas, não tendo sido perdidos mas apenas mal atribuídos.

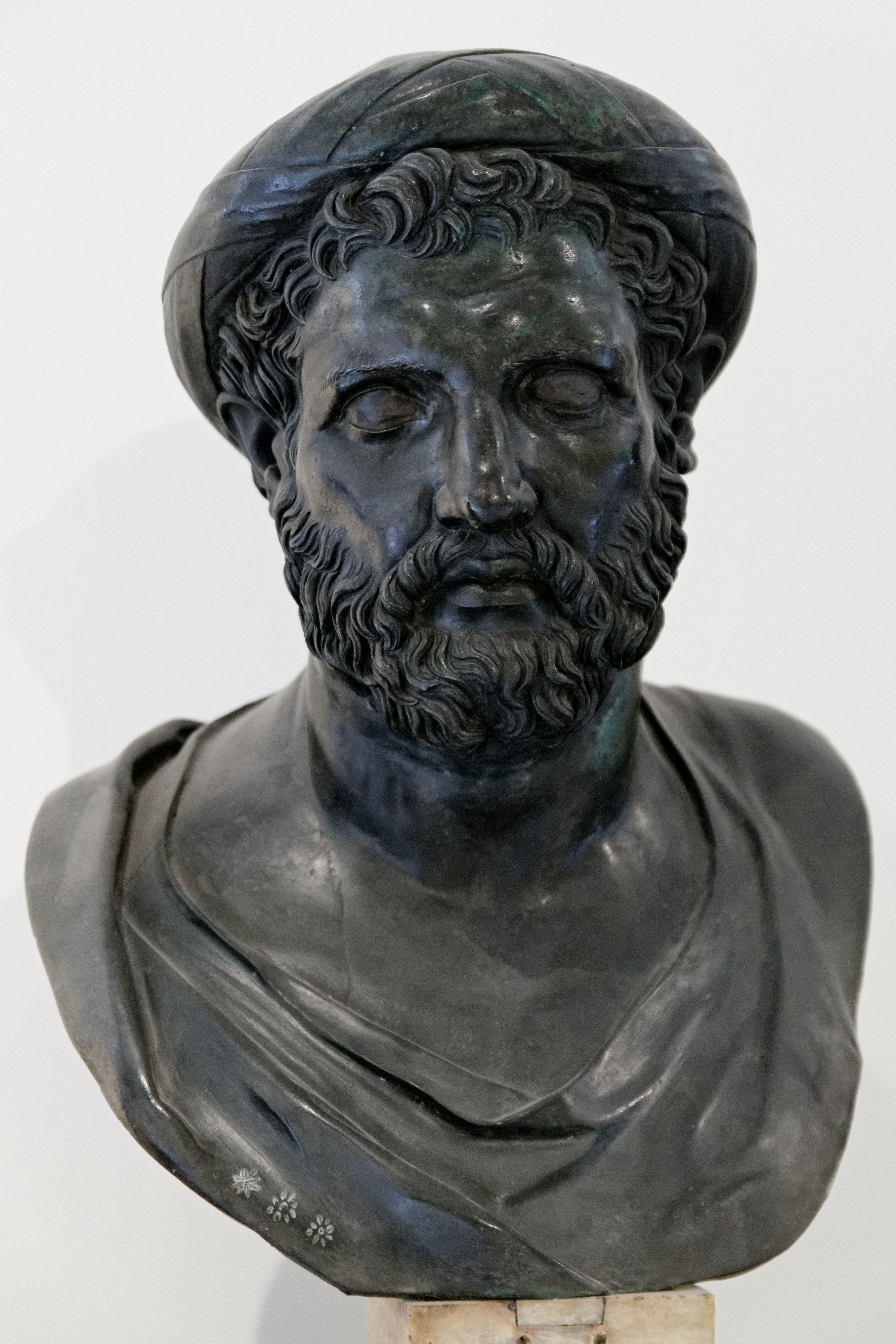
Busto de Arquitas da Vila dos Papiros, em Herculano.

Arquitas cunhou o termo média harmónica, importante muito mais tarde na geometria projetiva e na teoria dos números, embora não a tivesse inventado. De acordo com Eutócio, Arquitas resolveu o problema da duplicação do cubo à sua maneira com uma construção geométrica. Antes dele, Hipócrates de Quio reduziu este problema a encontrar médias proporcionais.
A teoria das proporções de Arquitas é tratada no livro VIII de Os Elementos de Euclides, onde se encontra a construção de duas médias proporcionais, equivalente à extração da raiz cúbica. De acordo com Diógenes Laércio, esta demonstração, que utiliza linhas geradas pelo movimento das figuras para construir os dois proporcionais entre as magnitudes, foi a primeira em que a geometria foi estudada com os conceitos da mecânica. A curva de Arquitas, que ele usou na sua solução do problema da duplicação do cubo, é assim chamada por causa dele.
Política e militarmente, Arquitas parece ter sido a figura dominante de sua geração em Tarento, algo comparável a Péricles em Atenas meio século antes. Os tarentinos elegeram-no estratego, "líder do exército", sete anos seguidos — um passo que exigia que eles violassem a sua própria regra contra nomeações sucessivas. Ele teria sido invicto como general, em campanhas tarentinas contra os seus vizinhos do sul italiano. A Sétima Carta de Platão afirma que Arquitas terá tentado salvar Platão durante suas dificuldades com Dionísio II de Siracusa.
Em sua carreira pública, Arquitas tinha uma reputação de virtude, bem como de eficácia. Alguns estudiosos têm argumentado que Arquitas pode ter servido como um modelo para o rei filósofo de Platão, e que ele influenciou a filosofia política de Platão como expresso em A República e outras obras (ou seja, como é que uma sociedade pode obter bons governantes, como Arquitas, em vez de maus como Dionísio II?).
Arquitas pode ter se afogado num naufrágio no mar de Mattinata, onde seu corpo jazia insepulto na costa até um marinheiro humanamente lançar um punhado de areia sobre ele. Caso contrário, ele teria tido que vaguear neste lado do Estige por cem anos, tal é a virtude de um pouco de poeira, munera pulveris, como lhe chama Horácio na Ode 1,28 em que se baseia esta informação sobre a sua morte. O poema, no entanto, é de difícil interpretação e não é certo que o náufrago e Arquitas sejam na verdade a mesma pessoa.
A cratera Arquitas na Lua é assim chamada em sua honra.

## A Curva de Arquitas

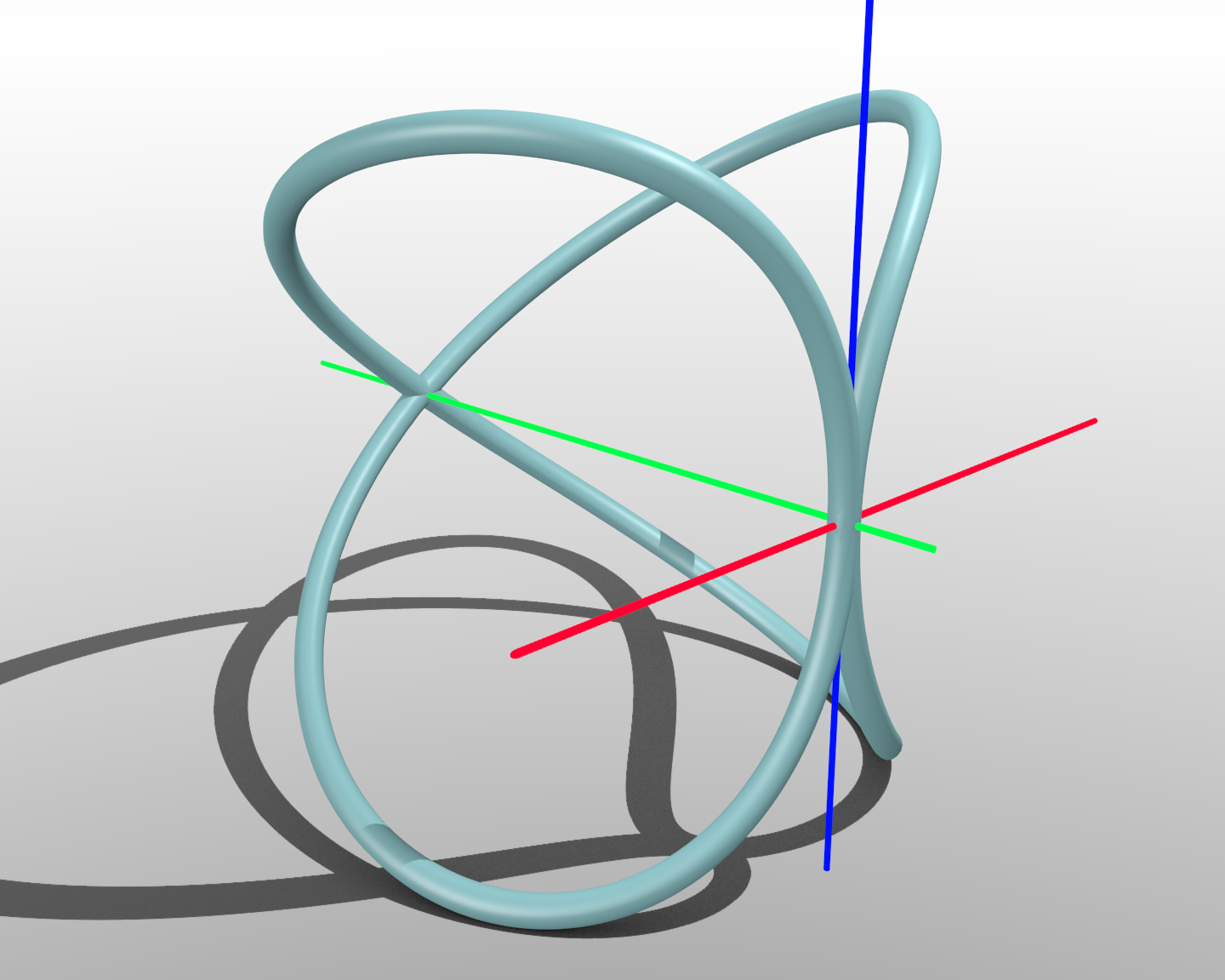
A curva de Arquitas.

A Curva de Arquitas é criada por colocar um semicírculo (com um diâmetro de d) no diâmetro de um dos dois círculos de um cilindro (que também tem um diâmetro de d) tal que o plano do semicírculo esteja em ângulo reto com o plano do círculo e depois rodando o semicírculo numa das suas extremidades no plano do diâmetro do cilindro. Esta rotação irá cortar  uma porção do cilindro formando a Curva de Arquitas.
Outra forma menos matemática de pensar esta construção é que a Curva de Arquitas é basicamente o resultado de cortar um toro formado pela rotação de um hemisfério de diâmetro d para fora de um cilindro também de diâmetro d. Um cone pode passar os mesmos procedimentos também produzindo a Curva de Arquitas. Arquitas usou sua curva para determinar a construção de um cubo com um volume de metade do de um dado cubo.